# Brouchy
Brouchy is een gemeente in het Franse departement Somme (regio Hauts-de-France) en telt 594 inwoners (2004). De plaats maakt deel uit van het arrondissement Péronne.

## Geografie
De oppervlakte van Brouchy bedraagt 8,0 km², de bevolkingsdichtheid is 74,3 inwoners per km².
De onderstaande kaart toont de ligging van Brouchy met de belangrijkste infrastructuur en aangrenzende gemeenten.

## Demografie
Onderstaande figuur toont het verloop van het inwonertal (bron: INSEE-tellingen).